# Jehuda Me'ir Abramovič
Jehuda Me'ir Abramovič (hebrejsky: יהודה מאיר אברמוביץ, žil 1915 – 20. dubna 2007) byl izraelský rabín, politik a poslanec Knesetu za strany Agudat Jisra'el, Chazit datit Toratit a opět Agudat Jisra'el.

## Biografie
Narodil se ve městě Konstantynów Łódzki v Ruské říši (dnes Polsko). Vystudoval ješivu v Lublinu. Získal osvědčení pro výkon profese rabína. V roce 1935 přesídlil do dnešního Izraele. V letech 1935–1940 vyučoval Talmud.

## Politická dráha
Roku 1940 byl zvolen tajemníkem ústředního výboru hnutí Agudat Jisra'el, roku 1948 se pak stal jeho generálním tajemníkem v Izraeli. Byl zároveň členem výkonného výboru a předsedou politického odboru celosvětové organizace Agudat Jisra'el. Předsedal organizaci této strany v Tel Avivu. Zastupoval Agudat Jisra'el v náboženském výboru a také u velení Hagany. Byl členem samosprávy města Tel Aviv a v letech 1950–1954 předsedal městskému výboru pro náboženské služby. V roce 1955 byl místostarostou Tel Avivu.
V izraelském parlamentu zasedl poprvé po volbách v roce 1969, do nichž šel za stranu Agudat Jisra'el. Mandát ale získal až dodatečně, v srpnu 1971, jako náhradník. Stal se členem výboru pro veřejné služby. Mandát obhájil ve volbách v roce 1973, nyní za formaci Chazit datit Toratit. V průběhu volebního období ale přešel zpátky do samostatného poslaneckého klubu Agudat Jisra'el. Byl členem výboru pro vzdělávání a kulturu a výboru House Committee. Opětovně kandidoval (za Agudat Jisra'el) ve volbách v roce 1977. Byl místopředsedou Knesetu a členem výboru pro vzdělávání a kulturu.